# Möllern
Möllern is een voormalige gemeente in de Duitse deelstaat Saksen-Anhalt, en maakt deel uit van de Burgenlandkreis.
Möllern telde op 31-12-2004 375 inwoners.